# سومرو، استونی
سومرو (به لاتین: Sõmeru) یک منطقهٔ مسکونی در استونی است که در دهستان سومرو واقع شده‌است. سومرو ۱٬۲۸۹ نفر جمعیت دارد.